# Шатенвил
Шатенвил (фр. Cheptainville) насеље је и општина у Француској у региону Париски регион, у департману Есон која припада префектури Палесо.
По подацима из 2011. године у општини је живело 1901 становника, а густина насељености је износила 265,87 становника/km². Општина се простире на површини од 7,15 km². Налази се на средњој надморској висини од 81 метар (максималној 152 m, а минималној 77 m).

## Демографија
| 1962. | 1968. | 1975. | 1982. | 1990. | 1999. | 2011. |
| ----- | ----- | ----- | ----- | ----- | ----- | ----- |
| 648   | 734   | 1.015 | 1.165 | 1.361 | 1.462 | 1.901 |

График промене броја становника у току последњих година